# Herselt
Herselt là một đô thị ở tỉnh Antwerp. Đô thị này gồm các thị trấn Herselt, Ramsel, Blauberg, Bergom và Varenwinkel. Tại thời điểm ngày 1 tháng 1 năm 2006, Herselt có dân số  13.836 người. Tổng diện tích là 52,32 km² với mật độ dân số là 264 người trên mỗi km².